# Lixa do Alvão
Lixa do Alvão ist ein Ort und eine ehemalige Gemeinde (Freguesia) im portugiesischen Kreis (Concelho) von Vila Pouca de Aguiar. In ihr leben 424 Einwohner (Stand 30. Juni 2011).

## Geschichte
Eine Reihe Mámoas und Dolmen belegen eine vorgeschichtliche Besiedlung, insbesondere die Mamoa do Alto do Catorino.
Der Ort blieb in seiner Geschichte stets eine kleine Ansiedlung von Kleinbauern.
Die unabhängige Gemeinde Lixa do Alvão wurde erst 2003 durch Ausgliederung aus der Gemeinde Soutelo de Aguiar neu geschaffen.
Im Zuge der Gemeindereform 2013 wurde sie mit den Gemeinden Afonsim, Gouvães da Serra und Santa Marta da Montanha zur neuen Gemeinde Alvão zusammengeschlossen.

## Verwaltung
Lixa do Alvão war Sitz einer gleichnamigen Gemeinde (Freguesia). In der ehemaligen Gemeinde liegen folgende Ortschaften:
- Carrazedo do Alvão
- Colonos
- Lixa do Alvão
- Paredes do Alvão